# Stomatocolpodia sinuosa
Stomatocolpodia sinuosa är en tvåvingeart som beskrevs av Boris Mamaev och Zaitzev 1998. Stomatocolpodia sinuosa ingår i släktet Stomatocolpodia och familjen gallmyggor. Inga underarter finns listade i Catalogue of Life.